# 荆其诚
荆其诚（1926年3月3日—2008年9月28日），男，原籍北京，生于辽宁沈阳，中国心理学家，曾任中国心理学会理事长，第七、八届全国政协委员。